# Appendicula cristata
Appendicula cristata är en orkidéart som beskrevs av Carl Ludwig von Blume. Appendicula cristata ingår i släktet Appendicula och familjen orkidéer. Inga underarter finns listade i Catalogue of Life.